# BARAKAN BEAT
ピーター・バラカンのBARAKAN BEAT（ -バラカン・ビート）は、1996年にInterFMで放送を開始したラジオ番組である。
2006年4月30日にFMラジオ番組としては一旦終了。同年10月29日にインターネットラジオで復活。その後、休止などを経て2014年10月からInterFMで再び放送を開始。

## 概要
ピーター・バラカン自身の選曲による音楽番組で、放送される楽曲はロックからワールド・ミュージックまで新旧問わず幅広い。
1996年4月、InterFMの開局と同時に、毎週日曜日の番組として放送開始。バラカンにとって初の生放送レギュラー、初の100%英語による番組である (なお、直前の3月までbayfmで「ベイ・シティ・ブルーズ」を担当)。
2006年4月30日の放送をもって予告もなく番組が突然終了する。バラカンはこの件について後に「InterFMが示した期限までにスポンサーを付ける事が出来なかった。当時はInterFMの財政状況が悪く、スポンサーからは日本語での放送を要求されていたが、私自身は英語のまま番組を続けたかった」と語っている。
同年10月設立されたインターネットラジオ放送局である「OTONaMazu」にて番組復活が決まり、同局最初の番組として新たに放送開始、毎週日曜日の午後に放送された他、週数回再放送も行われた。しかしながらバラカンが2009年10月よりInter FMにて平日朝の帯番組「BARAKAN MORNING」を担当することになりスケジュール調整が厳しくなったことから同年9月20日の放送を最後に放送休止。なおOTONaMazuのホームページでは本放送終了の1週間後からアーカイブとして公開し、過去の放送をストリーミングで聴くことが出来た。SNSのFacebookに番組専用のページが開設され、2010年8月時点にはそのページはバラカンのファン専用ページとなった。また、HMVのサイトとも提携し、プレイリストを確認することができた。
その後、「- Morning」の一旦終了により、InterFMで同番組が2012年4月1日より復活。10月7日からは時間枠も拡大し、14日にはレコードの片面を丸ごと流す名盤片面のコーナーがスタートした。この頃、日本語中心の番組に切り替わっている。「- Morning」が再開する前日の2013年3月31日で終了。
2014年10月から「- Morning」が再び終了するのに伴い番組再開。名盤片面のコーナーは引き続き放送されている(2015年1月からは隔週)。1月11日放送からHMV record shopのサイトと提携し、プレイリストが確認できるようになった。

## 歴史
- 1996年4月7日 - 開局したばかりのInterFMにて放送開始。毎週日曜日 9:00 - 11:00。
  - 2000年4月2日 - 毎週日曜日 20:00 - 22:00。
  - 2002年4月7日 - 毎週日曜日 21:00 - 23:00。MegaNet系列のRADIO-i、FM CO・CO・LO、LOVE FMで同時ネット放送開始。
  - 2004年4月4日 - 毎週日曜日 19:00 - 21:00。ネット放送が終了し、再びInterFMのみの放送となる（後に、FM CO・CO・LOでのネットが復活する）。
- 2006年4月30日 - InterFMでの1回目の放送終了となる。
- 2006年10月29日 - ネットラジオOTONaMazuにて放送開始。毎週日曜日 13:00 - 14:00（若干時間は前後する）。
  - 2009年7月28日 - 約1ヶ月間の番組休止が告知される。8月23日から放送再開。
- 2009年9月20日 - この日を最後に再び番組休止となる。(2回目の番組終了)
- 2012年4月1日 - InterFMで放送再開。毎週日曜日 20:00 - 22:00。
  - 2012年10月7日 - 放送枠が移動し、3時間に拡大する。毎週日曜日 15:00 - 18:00。
- 2013年3月31日 - 3回目の放送終了。
- 2014年10月5日 - 放送再開。毎週日曜日 18:00 - 20:00。

## ディスクジョッキー
- ピーター・バラカン（Peter Barakan）

## テーマ曲
オープニング
- レニー・ピケット（英語版） 「ダンス・ミュージック・フォー・ボルネオ・ホーンズ #1」

ジングル
- ソニー&シェール 「ザ・ビート・ゴーズ・オン」